# Histoire nocturne
Pour plus de détails, voir Fiche technique et Distribution.
Histoire nocturne (Una storia di notte) est un drame de mœurs italien réalisé par Luigi Petrini et sorti en 1964.

## Fiche technique
- Titre français : Histoire nocturne[1]
- Titre original italien : Una storia di notte[2]
- Réalisation : Luigi Petrini
- Scénario : Luigi Petrini, Angelo Sangermano, Paolo Lepore
- Photographie : Pier Ludovico Pavoni
- Montage : Renato Caldonazzo, Nella Nannuzzi
- Musique : Armando Trovajoli
- Décors : Giuseppe Ranieri
- Maquillage : Otello Fava (it)
- Production : Luigi Fazio
- Société de production : Magic Films
- Pays de production :  Italie
- Langue originale : italien
- Format : Noir et blanc - 2,35:1 - Son mono - 35 mm
- Genre : drame de mœurs
- Durée : 94 minutes
- Date de sortie : 
  - Italie : 1964 (visa délivré le 30 décembre 1964)

## Distribution
- Philippe Leroy : Jimmy
- Sylva Koscina : Maddalena
- Scilla Gabel : touriste allemande
- Saro Urzì : Peppino
- Enzo Cerusico : le fou
- Antonella Murgia : Suzy
- Kethy Franconeri : touriste américaine
- Irena Hul : Claudia
- Isa Miranda : La femme de Peppino
- Umberto Rocco : Raffaele
- Mark Tessier : touriste américain
- Fanfulla : barman
- Roberto Ceccacci :